# Cisteller d'Ayacucho
El cisteller d'Ayacucho (Asthenes ayacuchensis) és una espècie d'ocell de la família dels furnàrids (Furnariidae).
Habita el sotabosc, arbusts, arbres i praderies humides dels Andes al nord de la regió d'Ayacucho, al Perú.

## Taxonomia
Ha estat considerat una subespècie del cisteller de Vilcabamba (A. vilcabambae) però avui són considerades espècies diferents.